# Martiniques kvindefodboldlandshold
Martiniques kvindefodboldlandshold (fransk: Équipe de la Martinique de football) er det nationale kvindefodboldlandshold, som repræsenterer den franske oversøiske departement og region, Martinique i international fodbold. Kvindefodboldlandsholdet reguleres af Ligue de Football de la Martinique (dansk: Martiniques fodboldforbund), en lokal afdeling af Frankrigs fodboldforbund (fransk: Fédération Française de Football).
Som et oversøisk Department i den franske republik, er Martinique i ikke medlem af FIFA og er derfor ikke berettiget til at deltage i VM i fodbold eller enhver anden konkurrence organiseret af organisationen. Personer fra Martinique, er franske statsborgere og er derfor berettiget til at spille for Frankrigs fodboldlandshold. Martinique er, dog medlem af CONCACAF og CFU og er berettiget til at deltage i alle konkurrencer arrangeret af begge organisationer. Faktisk, er det ifølge statussen for FFF (artikel 34, paragraf 6): "[...]Under kontrollen af relaterede kontinentale forbund, og med samtykke fra FFF, kan det nævnte ligaer afholde internationale sportsbegivenheder på regionalt niveau eller stille hold op til at deltage i dem." En særlig regel for CONCACAF Gold Cup tillader kun spillere at deltage på hold, hvis de ikke har spillet for Frankrig i løbet af de sidste 5 år. På den anden side, har enhver spiller der stiller op for Martinique lov til at stille op til det franske landshold, bagefter uden nogen tidsgrænse. 

## Resultater

### CONCACAS
| Women's Gold Cup | Women's Gold Cup | Women's Gold Cup | Women's Gold Cup | Women's Gold Cup | Women's Gold Cup | Women's Gold Cup | Women's Gold Cup | Women's Gold Cup | Women's Gold Cup |
| ---------------- | ---------------- | ---------------- | ---------------- | ---------------- | ---------------- | ---------------- | ---------------- | ---------------- | ---------------- |
| År               | Resultat         | GP               | W                | D*               | L                | GF               | GA               | GD               |                  |
| 1991             | Gruppespillet    | 3                | 0                | 1                | 2                | 2                | 21               | -19              |                  |
| 1993             | Deltog ikke      | -                | -                | -                | -                | -                | -                | -                |                  |
| 1994             | Deltog ikke      | -                | -                | -                | -                | -                | -                | -                |                  |
| 1998             | Gruppespillet    | 3                | 0                | 1                | 2                | 9                | 16               | -7               |                  |
| 2000             | Deltog ikke      | -                | -                | -                | -                | -                | -                | -                |                  |
| 2002             | Deltog ikke      | -                | -                | -                | -                | -                | -                | -                |                  |
| 2006             | Deltog ikke      | -                | -                | -                | -                | -                | -                | -                |                  |
| 2010             | Deltog ikke      | -                | -                | -                | -                | -                | -                | -                |                  |
| Total            | 2/8              | 6                | 0                | 2                | 4                | 11               | 37               | -26              |                  |

*Omfatter kampe vundet på straffespark.